# 第二次世界大战回忆录
《第二次世界大战回忆录》（英語：The Second World War）是英国首相温斯顿·丘吉尔在第二次世界大战刚结束之后著作的一部书。他以二戰時期英国首相的亲身经历，并引用大量政府文件和个人纪录，记述1930年代初到二戰结束期间的主要国际事件，尤其是英国的政治和军事活动。與法國首相戴高樂的《戰爭回憶錄》並稱為姐妹作，曾於1953年獲諾貝爾文學獎。
全书按事件发生时间分为六册：
1. 《風雲緊急》The Gathering Storm（1919年－1940年5月）
2. 《最光輝的時刻》Their Finest Hour（1940年5月－1940年底）
3. 《偉大的同盟》The Grand Alliance（1941年）
4. 《命運的關鍵》The Hinge of Fate（1942年－1943年5月）
5. 《緊縮包圍圈》Closing the Ring（1943年6月－1944年6月）
6. 《勝利與悲劇》Triumph and Tragedy（1944年6月－1945年8月世界大戰結束）